# Thyropteridae
Thyropteridae é uma família da ordem Chiroptera (morcegos). Podem ser encontrados na América Central e América do Sul, normalmente em florestas tropicais húmidas. É uma pequena família constituída apenas por um gênero e cinco espécies.
O seu nome deriva das estruturas de sucção encontradas na base do seu polegar e na zona do calcanhar, similares às encontradas nos morcegos da família Myzopodidae. Estas estruturas auxiliam-os a trepar superfícies lisas.
Podem ser reconhecidos pelo seu polegar de pequenas dimensões com discos de sucção, estes também presentes nos tornozelos. São insectívoros aéreos. São conhecidos por utilizarem folhas enroladas de Heliconiaceae, Marantaceae e de bananeiras introduzidas (Musaceae) como abrigo. Devido a natureza do abrigo, os membros dessa família não repousam de cabeça para baixo como a maioria dos quirópteros.

## Espécies
- Thyroptera discifera (Lichtenstein e Peters, 1855)
- Thyroptera tricolor Spix, 1823
- Thyroptera lavali Pine, 1993
- Thyroptera devivoi Gregorin et al., 2006
- Thyroptera wynneae Velazco et al., 2014